# Umicore
Umicore is een wereldwijde materiaaltechnologie- en recyclagegroep. Zij houdt zich bezig met materiaalkunde, scheikunde en metallurgie. Umicore ontwikkelt katalysatoren, energie- en oppervlaktematerialen, en recycling van edelmetalen. Het merendeel van Umicores inkomsten is afkomstig uit materialen voor schone mobiliteit en recyclage. Het bedrijf bestaat sinds 2001 onder de naam Umicore. Het vloeide voort uit het Belgische Union Minière.
Umicore is beursgenoteerd en maakt deel uit van de BEL 20 aandelenindex, sinds die opgericht werd in 1991.

## Activiteiten
Umicore organiseert zijn activiteiten in vier zogenaamde business groups, ieder met betrekking tot metalen:
- Battery Materials
- Catalysis, gericht op een vermindering van schadelijk uitstoot,
- Energy & Surface Technologies, focus op hernieuwbare energie en
- Recycling, hergebruik.

Van de vier groepen leverde Recycling ruim de helft van de omzet in 2024. Catalysis ruim een kwart van de omzet en de andere twee groepen zijn nagenoeg even groot. Geografisch ligt het zwaartepunt in Europa gevolgd door Azië.

### Groepen

#### Battery Materials
Materialen voor batterijen van elektrische voertuigen.

#### Catalysis (katalysatoren)
Umicore beperkt vervuilende uitstoot van industrieën en voertuigen aan de hand van katalysatoren. Het bedrijf wordt gezien als een technologische leider in katalysatoren voor personenwagens en zware bedrijfsvoertuigen. Umicores toepassingen voor emissiecontrole dragen bij tot zijn missie om de lucht schoner te maken.

#### Energy & Surface Technologies (energie- en oppervlaktetechnologieën)
Umicore levert via Energy & Surface Technologies oplossingen voor energieopslag met oog op schone mobiliteit en het opslagen van schone energie. Het bedrijf is innovatieve leider op het vlak van kathodematerialen voor lithium-ionbatterijen. Zijn materialen worden gebruikt in herlaadbare batterijen voor elektrische voertuigen, draagbare elektronica en energieopslag.

#### Recycling (recyclage)
Umicore zet zich in voor een duurzaam beheer van grondstoffen aan de hand van zijn recyclingactiviteiten. De recycling business group is Umicores laatste stap in zijn gesloten kringloopmodel waarin ze de grondstoffen die gebruikt worden in zijn eigen activiteiten uit afgedankte eindproducten kan ontginnen. Umicore is wereldleider in het recycleren van complexe afvalstromen die edelmetalen en andere waardevolle materialen bevatten.

### Business units

#### (Catalysis) Automotive Catalysts
Produceert katalysatoren voor de emissiecontrole van benzine- en dieselmotoren in transport- en andere toepassingen, energieopwekking en industriële processen.

#### (Catalysis) Precious Metals Chemistry
Produceert katalysatoren op basis van metalen die betrekking hebben tot emissiebehandeling, kankertherapieën en de productie van fijnchemicaliën en geavanceerde elektronica. Deze producten worden gemaakt op basis van organometaaltechnologie.

#### (Energy & Surface Technologies) Rechargeable Battery Materials
Levert kathodematerialen voor herlaadbare lithium-ionbatterijen. De focus van deze business unit ligt op het vergroten van het bereik en het verbeteren van de prestaties van batterijen in elektrische wagens en het verlengen van de levensduur van batterijen in draagbare elektronica.

#### (Energy & Surface Technologies) Electro-Optic Materials
1. Levert metaaloplossingen voor ruimtevaart, optiek en elektronica. De business unit maakt onder meer producten voor thermische beeldvorming, wafers voor zonnecellen die in de ruimte gebruikt worden, krachtige leds en chemicaliën voor glasvezeloptiek.

#### (Energy & Surface Technologies) Electroplating
Maakt op metaal gebaseerde coatingproducten voor printplaten, sieraden en industriële componenten. De elektrolyten en processen voor edele metalen van deze business unit worden gebruikt in technologische, functionele en decoratieve toepassingen.

#### (Energy & Surface Technologies) Cobalt & Speciality Materials
Specialiseert zich in de toelevering, productie en distributie van kobalt- en nikkelproducten. De producten worden verwerkt in batterijen, gereedschappen, verven en banden. Aan de hand van Umicores recyclage- en raffinageprocessen geeft Cobalt & Specialty Materials kobalt en andere metalen een nieuw leven.

#### (Recycling) Precious Metals Refining
Runt een van de meest geavanceerde recyclagefabrieken voor complexe afvalstromen en geeft gebruikte metalen een nieuw leven.

#### (Recycling) Precious Metals Management
Levert en verwerkt edelmetalen. Ze voorziet de fysieke levering van edele metalen van zowel de output van Umicores raffinaderijen als die van enkele industriële partners en banken.

#### (Recycling) Jewelry & Industrial Metals
Ontwikkelt en recycleert producten en processen op basis van edelmetalen zoals goud, zilver en platina. De klanten van Umicore verwerken die producten in uiteenlopende toepassingen waaronder sieraden, hoogzuiver glas, industriële katalysatoren en munten.

### Resultaten
Umicore geeft naast de normale omzetcijfers ook een omzetcijfers exclusief metaal. De metaalprijzen fluctueren sterk en hebben daarmee ook een grote invloed op de omzetontwikkeling. Door de mutaties in prijzen en volume uit de omzet te halen wordt een beter beeld verkregen over de daadwerkelijke activiteiten van het bedrijf.
Het grote verlies in 2024 was met name het gevolg van een forse afboeking van immateriële en materiele activa ter waarde van € 1,6 miljard. De bouw van een grote fabriek in Canada werd geannuleerd en de expansie van de batterij activiteiten aangepast. Exclusief deze grote afboeking, zou de nettowinst € 0,25 miljard zijn geweest.
| Jaar | Omzet         | Omzet (ex metaal) | EBIT          | Netto- resultaat | Werknemers |
| Jaar | (× € miljoen) | (× € miljoen)     | (× € miljoen) | (× € miljoen)    | Werknemers |
| ---- | ------------- | ----------------- | ------------- | ---------------- | ---------- |
| 2010 | 9691          | 2000              | 324           | 249              | 14.386     |
| 2015 | 10.442        | 2629              | 253           | 169              | 10.429     |
| 2020 | 20.710        | 3239              | 299           | 131              | 10.859     |
| 2021 | 24.054        | 3791              | 896           | 619              | 11.050     |
| 2022 | 25.436        | 4155              | 832           | 570              | 11.565     |
| 2023 | 18.266        | 3876              | 591           | 385              | 11.948     |
| 2024 | 14.854        | 3461              | −1311         | −1480            | 11.581     |

## Geschiedenis

### Voorgeschiedenis
De geschiedenis van het bedrijf gaat meer dan 200 jaar terug in de tijd. Eind 1805 kreeg Jean-Jacques Dony de concessie voor de zinkmijnen van Vieille Montagne toegewezen. Hiermee ontstond de vroegste voorloper van het huidige bedrijf.
Nog tijdens het bewind van Leopold II in Congo, werd in 1906 Union Minière (du Haut Katanga, of UMHK) opgericht, de andere grote poot van het toekomstige Umicore. De oprichting gebeurde met kapitaal van Britse investeerders enerzijds en Belgische bedrijven anderzijds. Grote aandeelhouders waren onder andere de Compagnie du Katanga, de CCCI, de Banque d'Outremer en vooral de Belgische Generale Maatschappij. Die Generale Maatschappij had vanaf 1822 de touwtjes van de Belgische economie stevig in handen en had grote belangen in de bedrijven die actief waren in de Congolese kolonie. De raad van bestuur van de Generale Maatschappij bestond dan ook grotendeels uit politici en getrouwen van Leopold II.
De UMHK had tot doel de mineraalrijke ondergrond van Belgisch-Congo te ontginnen. Zo kwam Vieille Montagne door een overname in handen van Union Minière. De ontginning van de enorme bodemrijkdommen van Katanga gebeurde vaak ten koste van de lokale Congolese bevolking. De werk- en leefomstandigheden van Congolese arbeiders waren mensonwaardig en velen van hen leden onder tuberculose of longontsteking. Dit leidde tot een hoog sterftecijfer onder de Congolese werknemers van het bedrijf. Een staking van de werknemers werd manu militari de kop ingedrukt en naar schatting 60 arbeiders verloren het leven.
De Union Minière leverde tijdens de Tweede Wereldoorlog uranium aan de Verenigde Staten. In deze periode was Katanga immers de enige bekende bron van hoogwaardig uranium in de wereld. Met dit uranium slaagden de Verenigde Staten erin de eerste kernbommen te maken, die later zouden gebruikt worden bij de aanvallen op Hiroshima en Nagasaki. België hield aan de deal met de Verenigde Staten 2,5 miljard dollar over.
De UMHK speelde ook een rol bij de afscheiding van de mijnprovincie Katanga tijdens de interne strijd die losbarstte na de onafhankelijkheid van Congo in 1960. De Union Minière leverde financiële steun aan het regime van opstandeling Moïse Tshombé om de provincie af te scheiden van het centrale bestuur in Leopoldstad, waar premier Lumumba de leiding had over de eerste democratisch verkozen Congolese regering. Door mee de Katangese secessie te bewerkstelligen hield het bestuur de UMHK uit Congolese handen.
In het boek 'De moord op Lumumba' beschrijft Ludo De Witte de rol van de UMHK bij die moord. Naast financiële en logistieke steun zou de Union Minière ook het zwavelzuur hebben geleverd waarin het lijk van Patrice Lumumba werd opgelost. Dit boek leidde tot een parlementaire onderzoekscommissie waarbij onder andere de Belgische overheid mee verantwoordelijk werd gesteld voor die moord.
In 1967 werden de activiteiten in Katanga door Mobutu genationaliseerd tot Gécamines.
In 1989 voegt Suez de non-ferro bedrijven binnen die groep samen. Zo worden Union Minière Du Haut Katanga, Vieille Montagne, Metallurgie Hoboken-Overpelt en Mechim één geïntegreerde groep die de naam Union Minière kreeg.

### Umicore
In 2000 wordt Thomas Leysen ceo van Union Minière. Leysen legt meteen een beleidsverklaring af waarin hij komaf maakt met het verleden in mijnbouw en de non-ferrosector. In 2001 verandert Union Minière officieel naar Umicore. De eerste twee letters in de naam verwijzen naar de voorloper van het materiaaltechnologiebedrijf. Umicore neemt sindsdien ook de slagzin ‘Materials for a better life’ aan.
In 2003 neemt Umicore het bedrijf Precious Metals Group over, waartoe het Duitse bedrijf Degussa behoorde. De overname kostte 643 miljoen, waardoor het de grootste overname is in de geschiedenis van het bedrijf. Door die overname neemt Umicore de controle van verschillende sites wereldwijd over in Duitsland, Brazilië en China. Die overname gaf Umicore een grote voet aan de grond in de wereld van katalysatoren in de automotive sector, wat tot op heden een van de belangrijkste segmenten is van Umicores strategie.
In 2005 werd de koper-afdeling afgesplitst onder de naam Cumerio (een anagram van Umicore). In 2008 werd Cumerio overgenomen door Norddeutsche Affinerie (nu Aurubis AG) en verdween op 8 april 2008 van de beurs. Na de overname is Norddeutsche Affinerie het grootste koperconcern van Europa geworden. Het telde direct na de overname twaalf vestigingen in zeven Europese landen en zo'n 4700 werknemers.
In 2007 fuseerden de zinkactiviteiten van Umicore, dat 4,2% van de wereldzinkproductie voor zijn rekening nam, met Zinifex tot het Nyrstar-concern. Nyrstar zal 1,2 miljoen ton zink en zinklegeringen per jaar produceren. Met een aandeel van 10,1% van de wereldzinkproductie is Nyrstar marktleider geworden. Zinifex wordt met een belang van 60% de grootste aandeelhouder in Nyrstar en Umicore houdt de resterende 40% aan. Umicore heeft zijn belang gereduceerd en had per eind 2008 nog 5,25% van de Nyrstar aandelen in handen.
Marc Grynberg neemt in 2008 de rol van bestuursvoorzitter over van Thomas Leysen, die aanblijft als voorzitter van de raad van toezicht. Grynberg lanceerde twee vijfjarenplannen waarin enkele van de business units verkocht werden. Op die manier wist Umicore zijn focus scherp te stellen op drie grote segmenten die overeenkomen met de business groups. De focus van Umicore ligt momenteel op schadelijke uitstoot beperken, de toekomst aandrijven met zijn technologie en materialen, en gebruikte materialen een nieuw leven geven.
In 2019 kondigde Umicore een samenwerking aan met Glencore. De Belgische groep zal kobalt kopen uit de Congolese mijnen van Glencore om zijn aanvoer van batterijmaterialen te vergroten. Autofabrikanten zijn bezig met de overgang naar elektrische voertuigen en zullen een enorme aanvoer van batterijcellen moeten garanderen. Kobalt is een belangrijk element in de productie van lithium-ionbatterijen, die worden gebruikt in elektrische voertuigen en verschillende elektronische apparaten. Ondanks haar initiatieven om een duurzaam imago te promoten, werd Umicore bekritiseerd voor beschuldigingen van greenwashing met betrekking tot haar kobaltsourcing en verwerkingspraktijken.
Medio 2022 maakte Umicore bekend een nieuwe kathodemateriaalfabriek te gaan bouwen in Loyalist (Canada). De fabriek zou kathodematerialen gaan maken voor ongeveer een miljoen elektrische voertuigen. De fabriek vergde een investering van US$ 2,7 miljard, maar de Canadese overheid en de provincie Ontario droegen daar ongeveer US$ 1 miljard aan bij. De fabriek zou eind 2025 de productie starten, maar in juli 2024 stelde Umicore de bouw van deze Canadese fabriek uit en staakte de bouw van een nieuwe fabriek in België. Belangrijkste reden is de malaise in elektrische voertuigen, de autoverkopen vallen tegen en dit betekent ook minder vraag naar batterijen. Daar al veel was geïnvesteerd in beide projecten leidde dit besluit tot een bijzondere waardevermindering met € 1,6 miljard.

## Vestigingen

### België

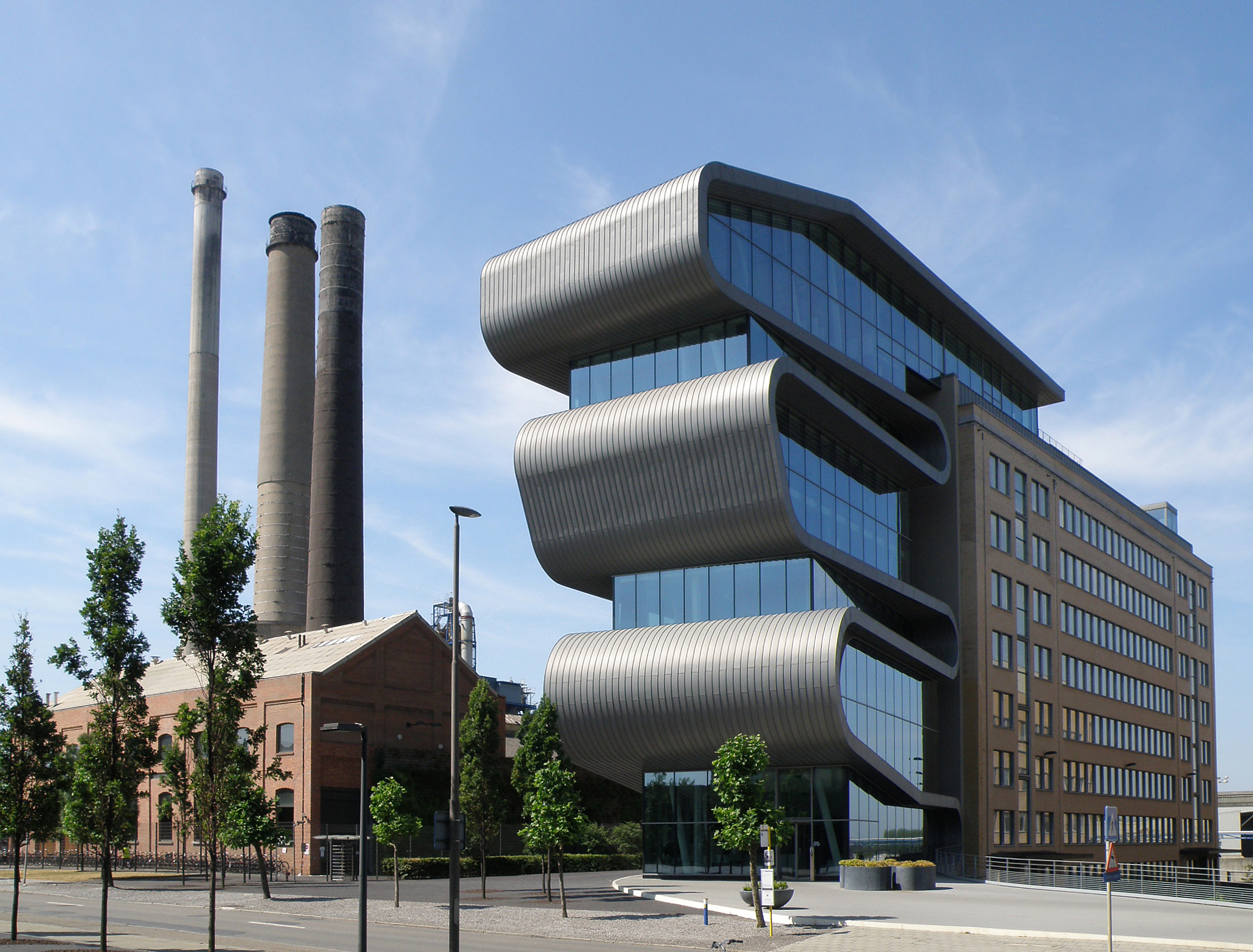
De Umicore-vestiging in Hoboken.

- Brugge (kobalt, metaalzepen, harsen en Nafteenzuur)
- Brussel (hoofdkantoor en verkoopdienst),
- Hoboken (edelmetalen),
- Olen (research & development; nieuwe materialen, e.d.; de afdeling koper behoort nu tot Aurubis), vestiging Umicore Olen
- Er is ook een bedrijf "Graphyte" dat zorgt dat alles in het systeem geraakt

### Nederland
- Amsterdam (Schöne Edelmetaal B.V.) Op 2 oktober 2017 werd bekend dat Umicore het voornemen heeft het 278 jaar oude bedrijf waar 50 mensen werken te sluiten. De productieactiviteiten zullen naar het buitenland verplaatst worden.[10]
- Eijsden (zinkoxide).

## Prijzen
In 2013 en 2014 viel Umicore samen met Galloo, Coolrec, Recupel, WorldLoop en United Nations Industrial Development Organization (UNIDO) in de prijzen voor hun samenwerking rond Changing the e-waste cycle. De partners werden erkend voor hun multi-stakeholdersamenwerking om elektronisch afval in Afrika aan te pakken. Het partnerschap zou het beste van beide werelden bundelen: lokale inzameling en ontmanteling van afval enerzijds, gebruikmaken van de internationale expertise voor hoogtechnologische recyclage van bepaalde afvalfracties anderzijds.

## Bestuur
| Periode      | Voorzitter       |
| ------------ | ---------------- |
| 1992 - 2000  | Étienne Davignon |
| 2000 - 2008  | Karel Vinck      |
| 2008 - heden | Thomas Leysen    |

| Periode      | CEO                |
| ------------ | ------------------ |
| 1991 - 1994  | Jean-Pierre Rodier |
| 1994 - 2000  | Karel Vinck        |
| 2000 - 2008  | Thomas Leysen      |
| 2008 - 2021  | Marc Grynberg      |
| 2021 - 2024  | Mathias Miedreich  |
| 2024 - heden | Bart Sap           |

AB InBev ·
Ackermans & van Haaren ·
Aedifica ·
Ageas ·
Argenx ·
Azelis ·
Cofinimmo ·
D'Ieteren ·
Elia ·
GBL ·
KBC ·
Lotus Bakeries ·
Melexis ·
Montea ·
Sofina ·
Solvay ·
Syensqo ·
UCB ·
Umicore ·
WDP